# Steve Banda Kalenga
Steve Banda Kalenga (...) è un cantante della Repubblica Democratica del Congo.

## Biografia
Originario dello Zaire, è noto per essere stato parte della band angolana Black Blood, creata dal produttore Michel Jaspar nel 1975. Il primo singolo dei Black Blood, in lingua swahili, fu "Marie Therese/A.I.E. (A Mwana)". La b-side del 45 giri fu un grande successo e venne successivamente ripreso dalla girl-band Bananarama nel 1981. Altro importante brano della band fu "Kirie-Kirio", pubblicato nel 1976, la cui base musicale fu utilizzata per un brano di grande successo interpretato dal comico italiano Pippo Franco, intitolato Chì Chì Chì Cò Cò Cò e pubblicato nel 1983, per il quale in SIAE non vengono citati gli autori del brano originale, in quanto risulta firmato da Pippo Franco e Ferruccio Fantone per il testo e da Giuseppe Cecconi e Massimo Di Cicco per la musica (Di Cicco nell'etichetta del disco usa lo pseudonimo Demcek), mentre il brano originale risulta accreditato a Kluger-Vangarde-Perdone-Kalenga (Daniel Vangarde e Jean Kluger furono i produttori discografici franco-belgi autori della prima versione di A.I.E., con il titolo Aieaoa; Vangarde, inoltre, è padre di Thomas Bangalter, membro del gruppo Daft Punk).

## Discografia parziale

### 33 giri
- 1975 - Black Blood[7]
- 1976 - Chicano[8]
- 1976 - Amanda[9]
- 1977 - Mandingo[10]

### 45 giri
- 1975 - Marie Therese/A.I.E
- 1976 - Kirie Kirio/Yayaya Yayaya[11]